# 日伯修好通商航海条約
日伯修好通商航海条約（にちはくしゅうこうつうしょうこうかいじょうやく）は、1895年（明治28年）11月5日に、パリで、日本とブラジルの間で初めて結ばれた対等条約。日本側大使は曾禰荒助駐仏日本公使、ブラジル側大使はガブリエル・デ・トレド・ピザ・エ・アルメイダ（Gabriel de Toledo Piza e Almeida）駐仏ブラジル公使であった。

## 概要
ブラジル帝国では、1888年（明治21年）に欧米にならって行った奴隷解放によって労働力不足が生じ、農園主の不満を招いた。それに端を発した革命により、翌年帝政から共和制に移行した。その後ブラジル合衆国政府は、移民を労働力として積極的に受け入れる政策をとった。1894年（明治27年）からは、移民送出を希望する各国の移民会社はブラジル各州の政府と個別に契約することとなった。
ブラジル側では1892年10月5日、日本及び中国からの移民導入を法的に認める法律第97号が公布され、日本移民の受入れ態勢が整っていたが、日本とブラジルの間には正式な国交がないため、日本はブラジルからの移民送出要請に応えることができなかった。そこで1895年（明治28年）11月5日、パリにおいて、曾禰荒助駐仏日本公使とガブリエル・アルメイダ駐仏ブラジル公使との間で、「日伯修好通商航海条約」（「日本国及伯剌西爾合衆国間修好通商航海条約」）が調印された（同条約をもって正式国交樹立）。1897年（明治30年）2月、批准書交換が行われ、日伯両国が相手国に公使館を設置し、8月23日、リオデジャネイロ州ペトロポリス市に開設された日本公使館に初代公使珍田捨巳が着任した。次いで9月にはブラジルのエンリッケ・バルボーザ公使が東京で着任した。 